# FundiPau
FundiPau es una fundación sin ánimo de lucro de Cataluña que promueve la cultura de la paz. Es miembro de la Oficina Internacional por la Paz (IPB) y de la Campaña Internacional para Abolir las Armas Nucleares, ganadora del Premio Nobel de la Paz en 2017.

## Historia
Creada en 1983, con el nombre de Fundación por la Pau, a partir de la colaboración desinteresada de ciudadanos y ciudadanas, tiene la misión de promover la paz, la democracia y el desarme en todos los medios de difusión. El año 2005 el "movimiento popular por la Paz" fue galardonado con el Premio Nacional de Cultura Popular, concedido por la Generalidad de Cataluña, escogiendo a la "Fundació per la Pau" como su representante para recibir el premio.
Desde el 2005 FundiPau forma parte con Amnistía Internacional, Greenpeace y Oxfam Intermón de la campaña "Armas bajo Control" para denunciar los efectos negativos de la proliferación y el uso ilegal de las armas convencionales. En 2018 la petición de las organizaciones integrantes de la campaña al Gobierno de España para que dejara de vender armas a Arabía Saudita con motivo de la guerra civil en Yemen tuvo un considerable impacto mediático y contribuyó a que el Gobierno se comprometiera a revisar las condiciones de esta venta.
El 2012 cambia de nombre pasando a llamarse FundiPau. FundiPau forma parte de la Campaña Internacional para Abolir las Armas Nucleares (ICAN) que ganó el Premio Nobel de la Paz de 2017 y como tal estuvo presente en la ceremonia de entrega que tuvo lugar en el Konserthus de Estocolmo.
El abril de 2018, FundiPau impulsó la campaña "Mañana puedes ser tú" conjuntamente con Òmnium Cultural, el Institut de Drets Humans de Catalunya, el Institut Internacional per l'Acció Noviolenta e Irídia, con el objetivo de llamar a la unidad y remover conciencias ante la actual "persecución de la disidencia" que las entidades promotoras observan en España.